# Buk Sobieskiego
Buk Sobieskiego – był to pomnikowy buk zwyczajny, najgrubszy jednopniowy okaz tego gatunku w Polsce. Ścięty w 2021.

## Wiek i rozmiary
Według szacunkowych danych buk miał ok. 300-330 lat. Badania przeprowadzone w 2017 r. wskazywały, że był nieco młodszy i jego wiek wynosił 280-300 lat. To potężne drzewo z krótkim, masywnym pniem, który na wysokości ok. 4 m rozgałęział się na liczne konary, tworzyło okazałą koronę .
Obwód pomnikowego buka wynosił 718 cm (dane z 2013 roku).
Drzewo rosło na otwartej przestrzeni, stąd też nie było bardzo wysokie – miało 22 m wysokości.
Buk był starannie zadbany przez lokalne władze. Kompleksowych prac konserwacyjnych dokonano w 1992 oraz 1997 roku. Przeprowadzono wtedy cięcia sanitarne i zredukowano o około 15% koronę buka. Kolejne zabiegi zostały wykonane w 2001 roku, założono wtedy cztery wiązania elastyczne i znów odciążono koronę drzewa, zmniejszając ją o około 10%. W 2021 został ścięty i w 2022 pozostał z niego jedynie niewielki fragment pnia.

## Historia
Imię okazałego buka wzięło się z legendy, jakoby król Jan III Sobieski zatrzymał się pod młodym drzewem podczas marszu na oblężony Wiedeń. Podobno władca wybrał sobie na odpoczynek pobliską zagrodę chłopa Polusa, a w zamian za gościnę dał gospodarzowi sakiewki ze złotem. Gdy do mieszkańców wsi doszła wiadomość, że armia turecka została pokonana, mieli oni weselić się pod owym młodym bukiem.
Jest to jednak mało prawdopodobne, gdyż źródła wskazują na nieco inną trasę wojsk króla Sobieskiego. Z Krakowa miały one przechodzić przez Będzin, Gliwice, Rudy, Racibórz i dalej na Morawy. Być może w Świerklanach zatrzymał się jakiś podjazd wielkiej armii, ale nie jest to udokumentowane.
Słynne drzewo było już opisywane wiele lat temu – w publikacji Osobliwości i zabytki przyrody województwa śląskiego Andrzeja Czudka zapisano w 1929, że na działce kupca Wilhelma Smyczka rośnie ok. 250-letni buk o obwodzie 6 m.
Już w latach 30. XX wieku buk ze Świerklan był jednym z największych w kraju. W opracowaniu Materiały do inwentarza zabytkowych buków w Polsce w czasopiśmie „Ochrona Przyrody”  odnotowano z 1937 siedem bardzo okazałych drzew tego gatunku i jednym z nich był okaz z powiatu rybnickiego, którego obwód wynosił 600 cm, co dawało mu VII miejsce w kraju, ex aequo z trzema innymi bukami.
Drzewo zostało pomnikiem przyrody w 1962 roku.
14 czerwca 2021, pomimo podejmowanych wcześniej działań zabezpieczających drzewo przed rozłamaniem, nastąpiło samoistne odłamanie się części korony drzewa (co najmniej 2 dużych konarów wraz z wyłamaniem części przewodnika – pnia) od strony wschodniej. Zdarzenie to spowodowało utratę statyki drzewa i powstanie poważnego zagrożenia dla zdrowia i życia użytkowników działek i zabudowy znajdującej się w zasięgu pozostałej części korony drzewa. W związku z tym konieczne było podjęcie decyzji o natychmiastowej redukcji pozostałej części korony drzewa do tzw. świadka.  W tym samym roku nieco później drzewo zostało całkowicie ścięte.

## Lokalizacja
Buk Sobieskiego rósł w centrum Świerklan w powiecie rybnickim na prywatnej posesji przy ulicy Kościelnej 32. Był dostępny za zgodą właścicieli. Ulica Kościelna to fragment drogi DW932, czyli dawnego traktu prowadzącego z Wodzisławia Śląskiego do Żor, przy którym posadzono to drzewo. Na Śląsku jest jeszcze wiele innych tzw. Drzew Sobieskiego (m.in. Dąb Sobieskiego w Łężczoku), którym przypisuje się związek z królem Janem III Sobieskim, gdyż miał on pod nimi odpoczywać lub je sadzić.